# Emoia isolata
Emoia isolata — вид сцинкоподібних ящірок родини сцинкових (Scincidae). Ендемік Соломонових Островів.

## Поширення і екологія
Emoia isolata є ендеміками острова Беллона в архіпелазі Соломонових островів, у провінції Реннелл і Беллона. Вони живуть у вологих рівнинних тропічних лісах та в садах, на висоті до 100 м над рівнем моря. Ведуть денний, переважно наземний спосіб життя. Живляться дрібними безхребетними, яких шукають на землі, в чагарниках та на стовбурах великих дерев.